# Miguel Quintana Pali
Miguel Pali Quintana Pali (Boston, Massachusetts, 2 de septiembre de 1946) es un empresario, hotelero y emprendedor estadounidense, naturalizado mexicano, fundador de Grupo Experiencias Xcaret, en la Riviera Maya de México. 

## Biografía

### Inicios

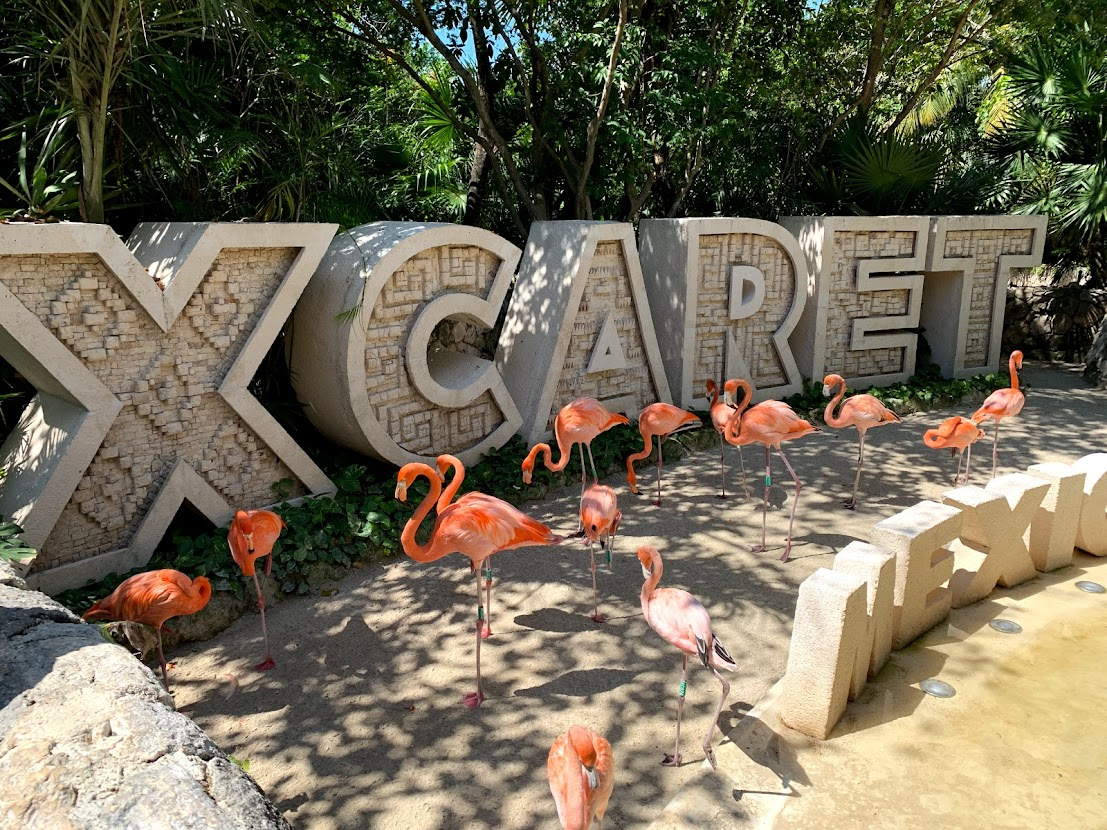
Vista del logotipo de Xcaret.

Miguel Pali Quintana Pali nació el 2 de septiembre de 1946 (algunas fuentes citan su nacimiento en 1945) en Boston, Massachusetts, Estados Unidos, debido al trabajo de su padre, el poblano Carlos Quintana Gómez-Daza en la Comisión Económica para América Latina (CEPAL), y su madre, Lulu Pali Solomon, nativa de Hawái. Es el segundo de seis hermanos, dos de ellos nacidos en Estados Unidos, dos en Chile y dos en México, y todos tienen un nombre hispano y otro hawaiano; con él, sus padres decidieron que su apellido materno fuera también su segundo nombre, Pali.
A la edad de cuatro años se muda de Boston a Santiago de Chile, dónde crece hasta la adolescencia antes de regresar a la Ciudad de México. En el año de 1983 adquirió la nacionalidad mexicana por naturalización. Cursó la preparatoria en el Tecnológico de Monterrey, para posteriormente iniciarse en la carrera de Ingeniero Químico, pero terminó abandonando esa carrera y eligiendo estudiar Arquitectura en la Universidad Iberoamericana, sin embargo, también decidió abandonarla por considerarla una pérdida de tiempo. 
Mientras estudiaba, su padre les pidió a los directores de Nacional Financiera ser sus tutores y él era el asistente de ellos por las tardes, su trabajo consistía en traducir los reportes de español a inglés. Después de dos años le invitaron a colaborar en el área de computación, aprendió mucho, pero decidió buscar su propio empleo y decidió entrar a laborar en una empresa de computadoras y sistemas, donde se desarrollaban programas de contabilidad.

### Emprendedor
Desde pequeño siempre buscó la forma de crear negocios. Con el dinero que su madre me daba los fines de semana compraba gomas y lápices para vender en la escuela, llegó a tener sus propias gallinas y vender huevos, vendió tortas, chicles que su padre traía de Estados Unidos, organizaba rifas de sus libros de textos y otras cosas más.   
En su adolescencia en México hizo crucifijos de madera embotellados, en su paso por el Tec de Monterrey se dio cuenta de que sus compañeros cada vez que había puentes, días festivos y vacaciones, corrían a la central de autobuses para viajar a la Ciudad de México y no todos alcanzaban, por lo que decidió rentar un autobús que saliera desde la escuela y así venderles los boletos; fue tanto el éxito que terminaría rentando tres autobuses, y al final heredó el negocio a la asociación de estudiantes. 
También tuvo un negocio de chinchillas como mascotas, sim embargo nunca vendió sus pieles. Compraba sementales de otros países y cruzaba las razas, lo que daba como resultado nuevos colores de piel y nuevos ejemplares. Un día uno de sus clientes le hizo una oferta por todos sus animales y los vendió, siendo esa su primera experiencia comercial. 
En 1970 decide casarse con su primera novia, Eva, con quien llevaba 10 años de noviazgo e inició a fabricar lámparas, para después salir a ofrecerlas a las tiendas decorativas modernas, y empezó a recibir pedidos por teléfono, las Lámparas Siglo XXI marcaron su vida empresarial. Con el tiempo se hizo amigo de los proveedores y de los dueños de las tiendas de muebles y decoración, obtuvo información de costos, montos de venta, utilidades, renta de locales comerciales, y entonces al año de casado rentó su primera tienda de diseño de muebles en Plaza Satélite, la cual tardaría en despegar, pero en cuanto abrió sus puertas Liverpool, levantó el vuelo.
Se hizo socio de José Pineda, él administraba y Miguel diseñaba, eventualmente crecieron y pusieron más tiendas en otras partes de la ciudad; seis años después se decidió separar la sociedad al 50% cada quien, y tomar cada quien su rumbo. Cuando el socio se volvió su competidor, decidió cambiar la estrategia e hizo un cambio total de la línea de muebles, más naturalista, diferente, única y novedosa.

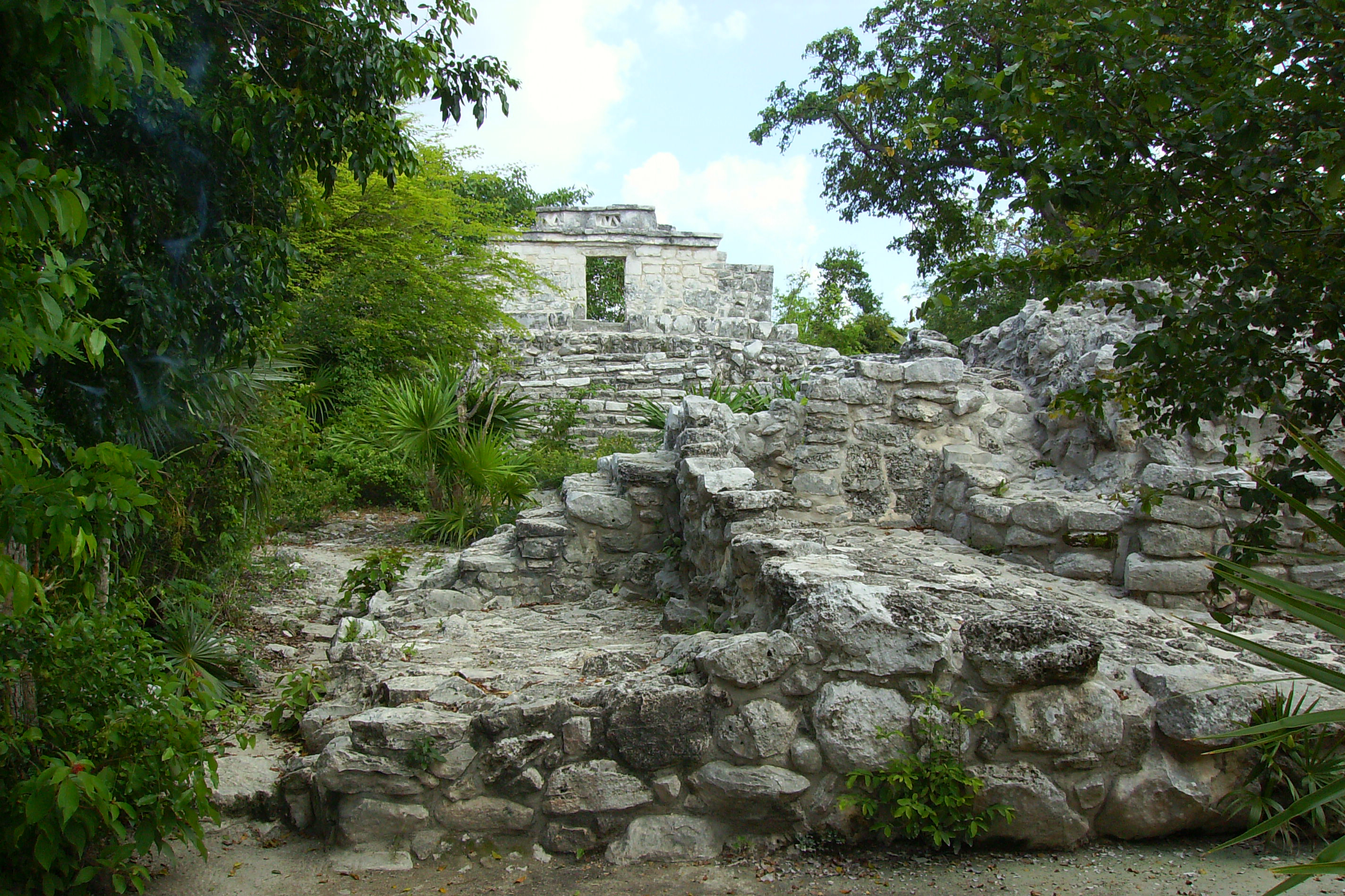
Sitio arqueológico maya de Xcaret.

### Parque Xcaret
En 1985, un proveedor de las tiendas Pali le pidió que lo acompañara a Cancún, ya que deseaba venderle muebles a un compañero suyo de la carrera de arquitectura, Román Rivera, así que lo acompañé. Hablaron de negocios y cerraron el trato, y ahí mismo Román le ofreció como intercambio un terreno de una hectárea por muebles de mis tiendas, a lo que Pali aceptaría, y le dio a elegir uno en Puerto Aventuras, uno en Akumal y Xcaret.
Como todo estudiante de arquitectura, en algún tiempo soñó con la casa de descanso más hermosa del mundo y justo ahí la vio, a un lado de un cenote. Román se extrañó de su elección, porque los otros terrenos tenían mejores playas, arena y no tantas rocas como Xcaret. Al conocer los planos del terreno se dio cuenta de que una hectárea no le alcanzaba para construir la casa de sus sueños, necesitaba mínimo cinco hectáreas, así que hizo otro intercambio con él por más muebles. 

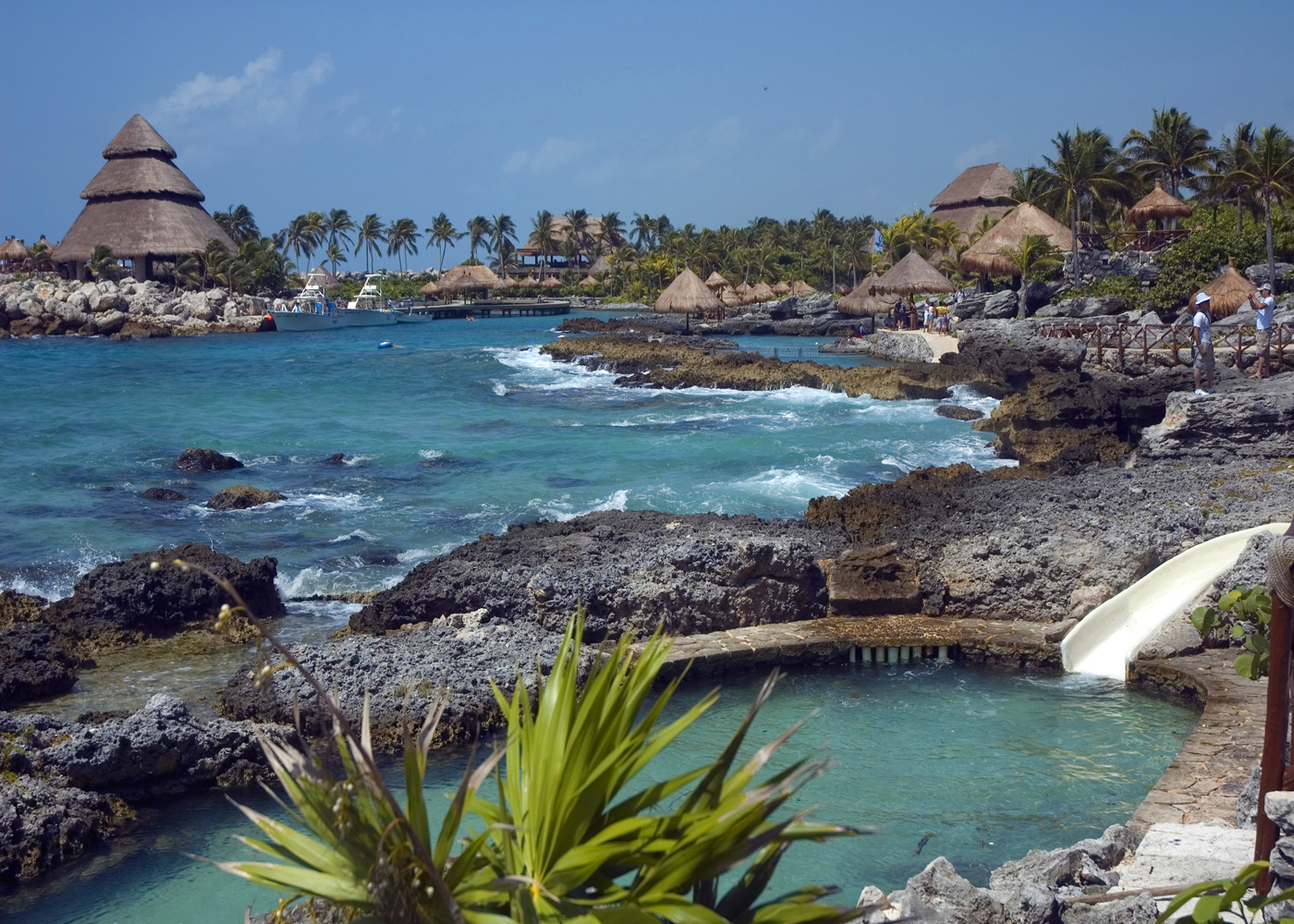
Vista panorámica del parque Xcaret.

Cuando inició con la limpieza del terreno halló ojos de agua, pequeñas cuevas, un cenote, ríos subterráneos y vestigios mayas, por lo que pensó que no podría ser únicamente un proyecto de una casa y decidí cambiarlo a 10 villas. Después recordé un parque muy importante de Hawái, que mostraba las raíces de su cultura con música, bailes, gastronomía, tradiciones y museos. Inspirado por figuras como Donald Trump, George W. Bush y Steven Spielberg de hacer prevalecer las leyes de la naturaleza y al mismo tiempo crear una obra de arte, pensó que también a México lo tenía que conocer todo el mundo por medio de Xcaret, y para eso hacía falta más terreno, por lo que comenzó a investigar quiénes eran dueños de los terrenos aledaños y así es como conocería a los hermanos Constandse, de vocación hotelera, a quienes invita a sumarse a su proyecto de crear su parque. Ellos al principio no estaban convencidos, hasta que después de varios intentos finalmente accederían. 

## Controversias
El 10 de abril de 2023 se dio a conocer que Pemex dio contratos por $2,360,671,691.00 para la “adquisición de medicamentos para la derechohabiencia 2023-2025” a Quíntame S.A. de C.V., propiedad de Luis Miguel Quintana Morones, hijo de Miguel Quintana Pali, soci fundador de Grupo Xcaret.   

## Vida personal
Quintana Pali reside en Cancún, Quintana Roo, está casado con Marisol Marín y tiene dos hijos, Luis Miguel Quintana Morones y David Kaukaha Pali Quintana Morones.  El 14 de diciembre de 2023, Quintana Pali fue reconocido por el instututo Great Place to Work como uno de los mejores CEOs de México. 